# Броды (гмина, Стараховицкий повет)
Броды (пол. Brody) — сельская гмина (волость) в Польше, входит как административная единица в Стараховицкий повет, Свентокшиское воеводство. Население — 10 795 человек (на 2004 год).

## Демография
| Перепись                       | Всего   | Всего | Женщины | Женщины | Мужчины | Мужчины |
| ------------------------------ | ------- | ----- | ------- | ------- | ------- | ------- |
| Единицы                        | человек | %     | человек | %       | человек | %       |
| Население                      | 10 795  | 100   | 5527    | 51,2    | 5268    | 48,8    |
| Плотность населения (чел./км²) | 66,9    | 66,9  | 34,3    | 34,3    | 32,7    | 32,7    |

## Соседние гмины
1. Гмина Илжа
2. Гмина Кунув
3. Гмина Мижец
4. Гмина Павлув
5. Гмина Жечнюв
6. Гмина Сенно
7. Стараховице
8. Гмина Вонхоцк